# 公衆衛生的介入
公衆衛生的介入（こうしゅうえいせいてきかいにゅう、英: Public health intervention）は、集団レベルでのメンタルおよび身体の健康を改善しようとする努力や政策である。公衆衛生的介入は、政府の保健部門や非政府組織（NGO）など、様々な組織によって運営されている場合がある。介入の一般的な種類には、スクリーニングプログラム、予防接種、食品と水の補給、および健康増進などがある。公衆衛生的介入の対象となる共通の問題には、肥満、薬物・たばこ・アルコールの使用、HIVなどの感染症の蔓延などがある。
政策は、それが個人と地域社会の両方のレベルで疾病を予防し、公衆衛生に正の影響を与える場合には、公衆衛生的介入の基準を満たすことができる。

## 種類
保健介入は、保健部門や民間組織など、さまざまな組織によって運営されている場合がある。このような介入は、世界レベル、国レベル、またはコミュニティレベルなど、さまざまな規模で実施することができる。全住民へは、ウェブサイト、オーディオ/ビデオメッセージおよび他のマスメディアを介して到達することができる。または特定のグループへは、学校での健康的な食品の提供を増加させるような管理上の行動によって、影響を与えることがけいる。

### スクリーニング
スクリーニングとは、特定の基準（年齢、性、または性行為など）を満たす個人の集合を、疾患または障害について検査することである。スクリーニングの多くの形態は、公衆衛生的介入である。例えば、母親は妊娠中にHIVとB型肝炎のスクリーニングを日常的に受けている。妊娠中の発見は、出産時の疾患の母子感染を防ぐことができる。

### 予防接種
予防接種プログラムは、公衆衛生上の介入の中で最も効果的で一般的なものの一つである。一般的に、プログラムは勧告の形で行われることもあれば、政府の保健部門や国有化された医療制度によって運営されることもある。例えば、米国では、疾病予防センターが予防接種のスケジュールを決定し、ほとんどの民間保険会社がこれらの予防接種を適用範囲としている。英国では、NHSが予防接種のプロトコルを決定し、実施している。NGOもまた、予防接種プログラムの資金提供や実施に関与している場合がある。例えば、ビル&メリンダ・ゲイツ財団は、パキスタン、ナイジェリア、アフガニスタンの政府を支援し、ポリオ予防接種の実施を支援している。

### 補給
栄養素の食品や水を補給することで、ビタミン欠乏症などの病気を減らすことができる。補給は法律で義務付けられている場合もあれば、任意の場合もある。介入の例としては、以下のようなものがある。
- 甲状腺腫を予防するためのヨウ素添加塩（英語版）[9]。
- 小麦粉に含まれる葉酸は、先天性の二分脊椎症を予防する[10]。
- 虫歯予防のためのフッ素添加水[11]。
- くる病予防のためのビタミンDミルク[12]

### 行動
個人の行動の変容を意図した介入は、特に困難な場合がある。そのような形の一つが健康増進であり、教育やメディアを利用して、健康的な食品を食べる（肥満を防ぐ）、コンドームを使う（性感染症の伝播を防ぐ）、発展途上国での屋外排泄を止めるなど、健康的な行動を促進することができる（例えば、インドのクリーン・インディア・ミッションキャンペーンを参照のこと）。
特定の行動を犯罪化するために法律を使用することも、予防接種プログラムの義務化やHIV伝達の犯罪化のような公衆衛生上の介入と考えることができる。しかし、こういった措置は、特にHIVの犯罪化の場合には、逆効果であるという証拠があるため、一般的には議論の的になっている。特定の不健康な製品に課税する法律も有効な場合があるが、これも議論がないわけではなく、「罪税」と呼ばれることもある。例としては、米国とニュージーランドにおけるタバコ製品や英国における砂糖入り飲料への課税などが挙げられる。

## 有効性の評価
公衆衛生上の介入の有効性の評価と予測、および費用対効果の計算は不可欠である。介入は理想的には罹患率および死亡率を低下させるべきである。介入マッピングなど、そのような介入の開発を支援するための体系的なプロトコルがいくつか存在する。